# BZ Crucis

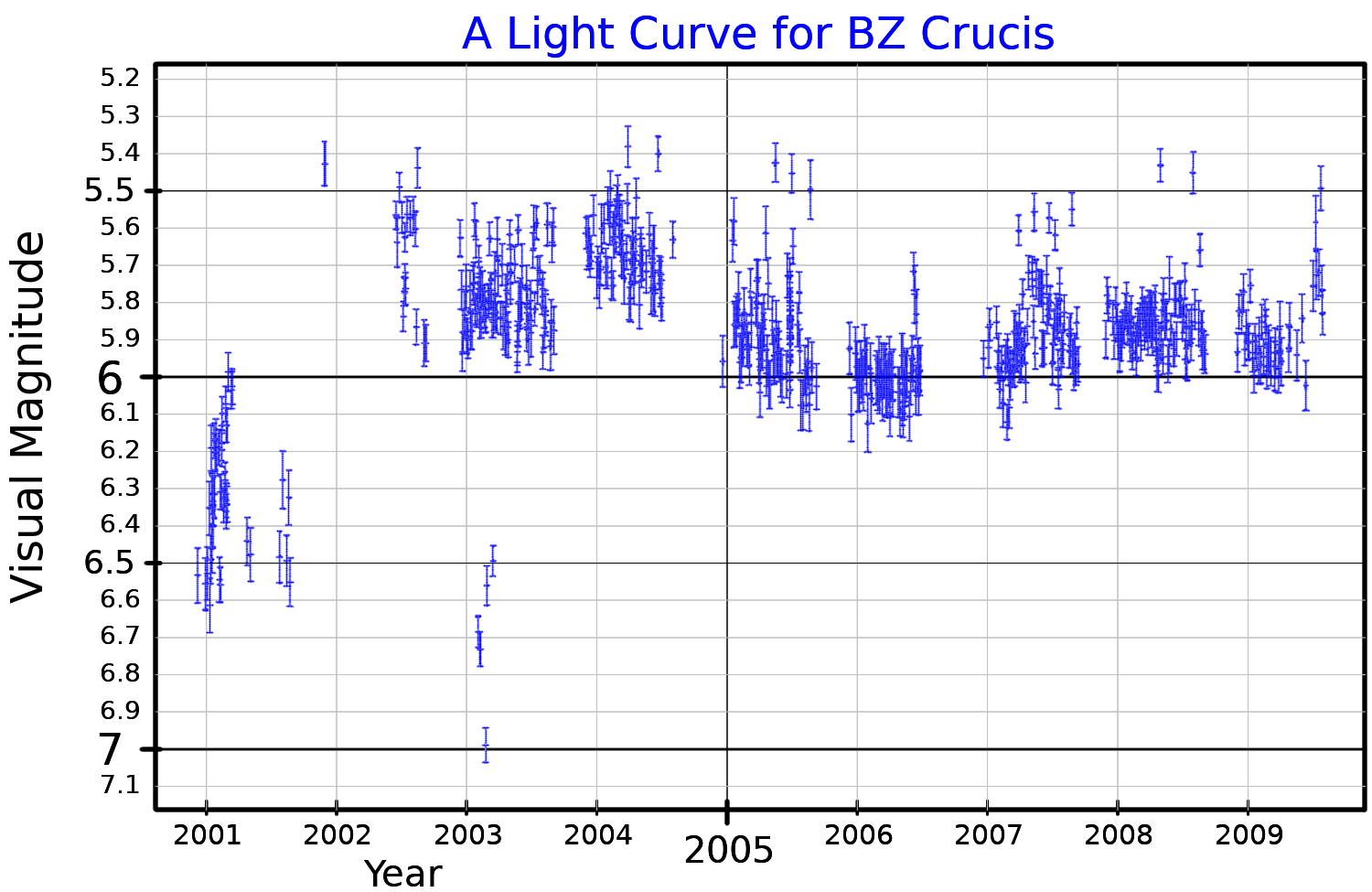
Curva de luz (banda visual) de BZ Crucis

BZ Crucis é uma estrela na constelação de Crux, localizada atrás da nebulosa escura Saco de Carvão. Tem uma magnitude aparente visual de 5,31, portanto é visível a olho nu em boas condições de visualização. Com base em medições de paralaxe, está localizada a aproximadamente 1 429 anos-luz (438 parsecs) da Terra, com uma margem de erro de 48 anos-luz (15 parsecs).
BZ Crucis é uma estrela gigante ou subgigante de classe B com um tipo espectral de B0.5-1 III-IVe ou B0.5 IIIe e uma temperatura efetiva de aproximadamente 22 000 K, o que lhe dá o brilho azul-branco típico de estrelas dessa classe. Sua massa equivale a 9,6 vezes a massa solar e seu raio médio é de 6,5 vezes o raio solar. Com base em modelos evolucionários, sua idade foi estimada em 11,1 milhões de anos. No entanto, se for membro do aglomerado estelar NGC 4609, esse valor é de 60 milhões de anos. BZ Crucis possui uma velocidade de rotação muito alta, de aproximadamente 450 km/s, muito próxima de sua velocidade crítica, a velocidade na qual a estrela entraria em colapso pela força centrífuga no equador.
BZ Crucis é uma estrela Be (estrela de classe B com linhas de emissão em seu espectro) com características muito semelhantes a Gamma Cassiopeiae, por isso é considerada membro de uma classe de estrelas chamadas "análogas a γ Cas". Estrelas desse tipo apresentam emissão moderada e variável de raios X, com uma luminosidade de cerca de 1032 erg/s em uma faixa de energia de 0,2−12 keV. Como é típico de estrelas Be, BZ Crucis apresenta um disco circunstelar de gás associado às linhas de emissão no espectro. A origem das emissões de raios X não é conhecida. Elas podem ser causadas por atividades magnéticas, ou possivelmente por acreção em uma companheira anã branca. A primeira hipótese é a mais provável, já que não foram achadas evidências diretas da existência de uma estrela companheira.